# Piotr Borysowicz Wołłowicz
Piotr Borysowicz Wołłowicz herbu Bogoria – podkomorzy trocki w latach 1625–1651, horodniczy trocki w 1634 roku, chorąży trocki w latach 1614–1625, dyrektor trockiego sejmiku przedsejmowego 1628 roku, dworzanin Jego Królewskiej Mości, dzierżawca somiliski.
Żonaty z Katarzyną Horodyską.
Poseł na sejm 1631 roku. Poseł na sejm konwokacyjny 1632 roku z powiatu trockiego. Był elektorem Władysława IV Wazy z województwa trockiego w 1632 roku.